# ТР-4.
ТР-4 — советский предвоенный бронетранспортер.

## История
Бронетранспортер ТР-4 был спроектирован в 1933 году заводом имени Кирова на базе танка Т-26. Было изготовлено 3 образца. На вооружение БТР не принимался и в серийном производстве не состоял.

## Конструкция
В конструкцию танка внесли изменения - вместо подбашенной коробки и башни танка было добавлено бронированное отделение для перевозки 15 человек десанта. Десантное отделение было отгорожено от моторного отделения перегородкой с двумя люками для доступа к мотору в случае ремонта. С помощью вентилятора в специальном отверстии задней стенки осуществлялась вентиляция отделения. Само отверстие было закрыто бронещитком. 
Место водителя было у правого борта. Наблюдение осуществлялось через люк со смотровой щелью.

### Бронезащита
Броня была противопульной. Броневые катанные листы соединенные с помощью сварки, толщиной 10 мм и 6 мм. 

### Вооружение
БТР вооружался 2-мя пулеметами ДТ для которых в лобовом и кормовом листах рубки были расположены шаровые установки. Боезапас составлял 4980 патронов.

### Двигатель
В моторном отделении располагался карбюраторный двигатель Hercules-YXC-B мощностью 93 л.с. (66 кВт), такой же использовался в грузовых автомобилях Я-5. 

## Десант
Десант располагался на двух скамьях, проходивших вдоль стенок отделения, а также на пяти сидячих местах расположенных над карданным валом. Посадка и высадка десанта осуществлялись через бортовые двери.